# Linaria johannis
Il fanello somalo o fanello di Warsangli (Linaria johannis (Clarke, 1919)) è un uccello passeriforme della famiglia Fringillidae.

## Etimologia
Il nome scientifico della specie, johannis, rappresenta un omaggio del suo scopritore (uno dei nomi del quale era John) a sé stesso, mentre il suo nome comune è un chiaro riferimento all'areale di diffusione di questi uccelli (i Warsangali sono un clan di somali).

## Descrizione

### Dimensioni
Misura 12,5-13,5 cm di lunghezza, per un peso di 11,8-15 g.

### Aspetto
Si tratta di uccelletti dall'aspetto robusto, in particolar modo per quanto riguarda il quarto anteriore, caratterizzati da grossa testa arrotondata, piccolo becco conico, ali appuntite e coda allungata e dalla punta forcuta.
Il piumaggio presenta dimorfismo sessuale: nei maschi fronte, sopracciglio, guance, gola, petto, ventre e sottocoda sono bianchi, nuca, lati del collo, dorso e codione sono di color grigio-cenere, groppone e fianchi sono di color rosso mattone (molto evidente quando l'animale spiega le ali) e ali e coda sono nere, le prime con estesa banda bianca sulle remiganti. Le femmine presentano pigmento rosso quasi del tutto assente ed estensione del bianco ventrale minore. In ambedue i sessi becco e zampe sono neri, mentre gli occhi sono di color bruno scuro.

## Biologia
Si tratta di uccelli dalle abitudini diurne, che si muovono in gruppetti e passano la maggior parte della giornata alla ricerca di cibo o acqua, nutrendosi soprattutto al suolo. Il loro canto è armonioso e simile a quello dei Serinus.

### Alimentazione
I fanelli somali sono uccelli essenzialmente granivori, la cui dieta si basa sui semi (nonché su foglioline, boccioli, bacche e germogli) delle piante erbacee e dei bassi cespugli (soprattutto salvia ed euforbia): verosimilmente, essi si nutrono sporadicamente anche di piccoli insetti.

### Riproduzione
Gli unici dati sulla riproduzione di questi uccelli sono degli esemplari in amore avvistati in maggio e dei giovani avvistati in luglio: si ritiene tuttavia che l'evento riproduttivo del fanello di Warsangli non differisca significativamente, come modalità e tempistica, da quanto osservabile nelle specie congeneri e più in generale fra i fringillidi.

## Distribuzione e habitat
Come intuibile dal nome comune, il fanello somalo è endemico della Somalia, della quale occupa una piccola porzione montuosa del Somaliland nord-orientale.
L'habitat di questi uccelli è rappresentato dalle aree rocciose secche collinari, submontane e montane, con presenza di copertura erbosa e cespugliosa (soprattutto ginepro) e di fonti d'acqua dolce permanente.